# The 100 (1.ª temporada)
A primeira temporada de The 100 foi anunciada pela The CW em 28 de janeiro de 2013. Jason Rothenberg é o showrunner e produtor executivo. A primeira temporada estreou em 19 de março de 2014.

## Elenco e personagens

### Principal
- Eliza Taylor como Clarke Griffin (1–13)
- Paige Turco como Abigail "Abby" Griffin (1–13)
- Thomas McDonell como Finn Collins (1–13)
- Eli Goree como Wells Jaha (1–3)
- Marie Avgeropoulos como Octavia Blake (1–13)
- Bob Morley como Bellamy Blake (1–13)
- Kelly Hu como Callie "Cece" Cartwig (1)
- Christopher Larkin como Monty Green (1–13)
- Devon Bostick como Jasper Jordan (1–13)
- Isaiah Washington como Thelonious Jaha (1–13)
- Henry Ian Cusick como Marcus Kane (1–13)

### Recorrente

#### A Arca
- Lindsey Morgan como Raven Reyes
- Richard Harmon como John Murphy
- Jarod Joseph como Nathan Miller
- Chelsey Reist como Harper McIntyre
- Sachin Sahel como Eric Jackson
- Jojo Ahenkorah como Costa
- Alessandro Juliani como Jacapo Sinclair
- Katie Stuart como Zoe Monroe
- Genevieve Buechner como Fox
- Steve Talley como Kyle Wick
- Keenan Tracey como Sterling
- Terry Chen como Shumway
- Rhys Ward como Atom
- Izabela Vidovic como Charlotte
- Josh Ssettuba como Connor
- Victor Zinck Jr. como Dax
- Kate Vernon como Diana Sydney
- Chris Browning como Jake Griffin
- Aaron Miko como John Mbege
- Shane Symons como Jones
- Brendan Meyer como Myles
- Celia Reid como Roma Bragg
- Teach Grant como Cuyler Ridley
- Christine Willes como Vera Kane
- Mac Brandt como Tor Lemkin
- Lilah Fitzgerald como Reese Lemkin
- Monique Ganderton como Aurora Blake
- Saidah Arrika Ekulona como Nygel
- Ben Cotton como Red
- Artine Brown como Graco
- Wesley MacInnes como Derek
- Chloe Babcook como Trina
- Zach Martin como Pascal
- Alyson Bath como Bree
- Jane Craven como Lucy
- Giacomo Baessato como Diggs
- Levi Meaden como Drew

#### Terrestres
- Ricky Whittle como Lincoln
- Dichen Lachman como Anya
- Joseph Gatt como Tristan
- Alison Thornton como Tris

## Produção
A emissora The CW confirmou a primeira temporada de The 100 em 28 de janeiro de 2013. Jason Rothenberg foi o showrunner e produtor executivo, e alguns atores foram confirmados inicialmente para o elenco, dentre eles Bob Morley, Marie Avgeropoulos e Paige Turco. 
A primeira temporada estreou em 19 de março de 2014.

## Episódios
| N.º na série | N.º na temp. | Título                                                             | Dirigido por   | Escrito por                                                          | Exibição original   | Audiência (milhões) |
| --- | ------------ | ------------------------------------------------------------------ | -------------- | -------------------------------------------------------------------- | ------------------- | ------------------- |
| 1 | 1            | "Pilot" "(Piloto)"                                                 | Bharat Nalluri | Jason Rothenberg                                                     | 19 de março de 2014 | 2,73                |
| Há 90 anos, um conflito nuclear dizimou o planeta Terra, destruindo toda a civilização. Os únicos sobreviventes foram habitantes de 12 estações internacionais no espaço, que estavam em órbita na época. Três gerações nasceram no espaço, sendo o número de sobreviventes, agora, 4 mil e os recursos estão acabando em sua "Arca". Entre os 100 jovens exilados estão Clarke, a inteligente filha adolescente da chefe médica da Arca, além do audacioso Finn, os irmãos Bellamy e Octavia, o despreocupado Jasper e o engenhoso Monty. Tecnologicamente cegos ao que vem acontecendo ao planeta abaixo deles, os líderes da Arca—a mãe viúva de Clarke, Abby, o Chanceler Jaha e seu sombrio imediato, Kane—encaram difíceis decisões sobre a vida, a morte e a continuidade da existência da raça humana. |              |                                                                    |                |                                                                      |                     |                     |
| 2 | 2            | "Earth Skills" "(Habilidades Terrestres)"                          | Dean White     | Jason Rothenberg                                                     | 26 de março de 2014 | 2,27                |
| Depois de descobrir que Jasper pode estar vivo, Clarke, Bellamy, Octavia, Finn e Monty saem em uma missão para localizar seu amigo e ficam chocados com o que encontram. Na Arca, Abby está determinada a ir para a Terra, e pede a ajuda de Raven para conseguir isso. |              |                                                                    |                |                                                                      |                     |                     |
| 3 | 3            | "Earth Kills" "(A Terra Mata)"                                     | Dean White     | Elizabeth Craft & Sarah Fain                                         | 2 de abril de 2014  | 1,90                |
| Em uma tentativa desesperada de tratar as feridas purulentas de Jasper, Clarke, Finn e Wells saem em busca de uma alga antibiótica. Bellamy e sua equipe saem em caça de comida, e a eles se junta Charlotte, uma garota adorável de 13 anos, que se sente segura sob a proteção de Bellamy. |              |                                                                    |                |                                                                      |                     |                     |
| 4 | 4            | "Murphy's Law" "(A Lei de Murphy)"                                 | P. J. Pesce    | T. J. Brady & Rasheed Newson                                         | 9 de abril de 2014  | 1,69                |
| Após a morte chocante de um colega, Clarke e Finn se aproximam mais enquanto tentam descobrir uma maneira de se comunicar com a Arca. Bellamy deve impedir que os membros do grupo se virem um contra o outro ao passo em que a vida na Terra toma um rumo violento. |              |                                                                    |                |                                                                      |                     |                     |
| 5 | 5            | "Twilight's Last Gleaming" "(O Último Brilho do Crepúsculo)"       | Milan Cheylov  | Bruce Miller                                                         | 16 de abril de 2014 | 1,80                |
| O novo romance de Clarke e Finn está ameaçado. Enquanto isso, Octavia recebe um golpe na cabeça e acorda com um dos nativos olhando para ela. Na Arca, Abby expõe o plano de Kane para reduzir a população. Mais tarde, Abby e Jaha notam um sinal e percebem que pelo menos alguns dos 100 devem estar vivos na Terra. |              |                                                                    |                |                                                                      |                     |                     |
| 6 | 6            | "His Sister's Keeper" "(O Guardião de Sua Irmã)"                   | Wayne Rose     | Tracy Bellomo & Dorothy Fortenberry                                  | 23 de abril de 2014 | 1,97                |
| Bellamy lidera sua equipe para dentro do território inimigo em busca de Octavia. Enquanto isso, Raven não consegue deixar de notar a grande conexão entre Finn e Clarke. Em um flashback, é revelada a infância de Bellamy e Octavia dentro da Arca. |              |                                                                    |                |                                                                      |                     |                     |
| 7 | 7            | "Contents Under Pressure" "(Conteúdo Sob Pressão)"                 | John Showalter | Akela Cooper & Kira Snyder                                           | 30 de abril de 2014 | 1,88                |
| Clarke e Raven fazem contato com a Arca e Abby guia a filha em um complicado procedimento para salvar um dos 100. Enquanto isso, na estação espacial. Abby é removida do conselho e a antiga chanceler, Diana Sydney, toma seu lugar. Jaha revela a Abby que não existem naves suficientes para levar todos da Arca até a Terra, enquanto Kane começa a lidar com sua culpa com relação à decisão recente. |              |                                                                    |                |                                                                      |                     |                     |
| 8 | 8            | "Day Trip" "(Viagem de um Dia)"                                    | Matt Barber    | História por : Andrei Haq Roteiro por : Elizabeth Craft & Sarah Fain | 7 de maio de 2014   | 1,64                |
| Com o inverno se aproximando, Clarke e Bellamy saem em uma missão para encontrar suprimentos. Ao mesmo tempo, alguns dos 100 comem acidentalmente algumas castanhas com propriedades alucinógenas e perdem a noção da realidade. Enquanto isso, Octavia aproveita a oportunidade de ajudar um amigo a escapar, e um evento terrível aproxima Clarke e Bellamy. Na Arca, Schumway secretamente ordena que um dos 100 mate um aliado. Para completar, as ações traiçoeiras de Diane Sydney são reveladas. |              |                                                                    |                |                                                                      |                     |                     |
| 9 | 9            | "Unity Day" "(Dia da União)"                                       | John Behring   | Kim Shumway & Kira Snyder                                            | 14 de maio de 2014  | 1,73                |
| Clarke e Finn tentam fazer um acordo de paz entre os 100 e os nativos, mas tudo vai por água abaixo quando Bellamy, Jasper e Raven aparecem armados e prontos para a batalha. Enquanto isso, Octavia e Lincoln ficam cada vez mais próximos. Para completar, uma tragédia acontece durante a celebração, dentro da Arca, do Dia da União. |              |                                                                    |                |                                                                      |                     |                     |
| 10 | 10           | "I Am Become Death" "(Eu Me Tornei a Morte)"                       | Omar Madha     | T. J. Brady & Rasheed Newson                                         | 21 de maio de 2014  | 1,46                |
| Murphy retorna ao acampamento e diz que foi capturado e torturado pelos nativos. Ao mesmo tempo, Bellamy e Clarke possuem opiniões diferentes a respeito de como lidar com este retorno. Já Octavia foge para encontrar Lincoln e retorna com um aviso sério para os 100. Mais tarde, um vírus misterioso chega ao acampamento e força vários a ficar de quarentena, o que faz com que Jasper tenha uma atitude heroica. |              |                                                                    |                |                                                                      |                     |                     |
| 11 | 11           | "The Calm" "(A Calma)"                                             | Mairzee Almas  | Bruce Miller                                                         | 28 de maio de 2014  | 1,71                |
| Com o estoque de alimentos baixo no acampamento, Clarke e Finn lideram um grupo em uma caçada e acabam em uma situação complicada. Com a vida de Finn em perigo, Clarke toma uma decisão que vai mudar o jogo. Enquanto isso, Raven faz a Bellamy uma oferta que ele não pode recusar. Na Arca, Kane arrisca sua vida e se reúne com Jaha e Abby. |              |                                                                    |                |                                                                      |                     |                     |
| 12 | 12           | "We Are Grounders – Part I" "(Nós Somos Terra-Firmes – Parte I)"   | Dean White     | Tracy Bellmo & Akela Cooper                                          | 4 de junho de 2014  | 1,58                |
| Clarke e Finn escapam de uma situação perigosa apenas para se depararem com um novo inimigo. Enquanto isso, Bellamy toma uma atitude heroica para salvar Jasper. Já Raven enfrenta um novo perigo, ao mesmo tempo em que Murphy finalmente consegue se vingar. Para completar, aqueles que ainda sobrevivem na Arca começam a aceitar o inevitável. |              |                                                                    |                |                                                                      |                     |                     |
| 13 | 13           | "We Are Grounders – Part II" "(Nós Somos Terra-Firmes – Parte II)" | Dean White     | Jason Rothenberg                                                     | 11 de junho de 2014 | 1,68                |
| Clarke suplica a Bellamy que faça a coisa certa quando o conflito com os nativos chega ao seu ápice. Enquanto isso, Bellamy força Octavia a tomar uma decisão difícil. Raven e Jasper trabalham contra o tempo e Finn toma uma atitude arrojada. Para complicar, a situação da Arca chega a uma conclusão chocante. |              |                                                                    |                |                                                                      |                     |                     |